# Gran Premio del Úlster de Motociclismo de 1968
El Gran Premio del Úlster de Motociclismo de 1968 fue la novena prueba de la temporada 1968 del Campeonato Mundial de Motociclismo. El Gran Premio se disputó el 17 de agosto de 1968 en Dundrod.

## Resultados 500cc
En 500 cc, Giacomo Agostini ganó el Gran Premio, que comenzó bajo la lluvia. Una pelea interesante surgió detrás de él. John Hartle estaba en segundo lugar inicialmente, pero fue superado por Rob Fitton. Detrás de ellos, Percy Tait luchó con una Triumph por el cuarto lugar con Jack Findlay. Fitton ocupó el segundo lugar y Hartle finalizó en tercero.

| Pos.    | Piloto            | Equipo         | Tiempo     | Pts. |
| ------- | ----------------- | -------------- | ---------- | ---- |
| 1       | Giacomo Agostini  | MV Agusta      | 1h 10:10.0 | 8    |
| 2       | Robin Fitton      | Norton         | + 1 Vuelta | 6    |
| 3       | John Hartle       | Metisse        | + 1 Vuelta | 4    |
| 4       | Percy Tait        | Triumph        | + 1 Vuelta | 3    |
| 5       | Jack Findlay      | Matchless      | + 1 Vuelta | 2    |
| 6       | Kel Carruthers    | Norton         | + 1 Vuelta | 1    |
| 7       | John Blanchard    | Metisse        |            |      |
| 8       | Steve Jolly       | Matchless      |            |      |
| 9       | Derek Lee         | Matchless      |            |      |
| 10      | William McCosh    | Matchless      |            |      |
| 11      | Ron Wilson        | Norton         |            |      |
| 12      | Theo Louwes       | Norton         |            |      |
| 13      | Jack Lindh        | Seeley         |            |      |
| 14      | Barry Scully      | Norton         |            |      |
| 15      | Peter Humber      | Crescent       |            |      |
| 16      | Alan Lawton       | Norton         |            |      |
| 17      | Bob McCurry       | Matchless      |            |      |
| 18      | Brian Ball        | Matchless      |            |      |
| 19      | Paul Eickelberg   | Norton         |            |      |
| 20      | Peter Williams    | Matchless      |            |      |
| 21      | Harris Healey     | Norton         |            |      |
| Ret     | Ernst Weiss       | Seeley         | Ret        |      |
| Ret     | Gyula Marsovszky  | Matchless      | Ret        |      |
| Ret     | František Šťastný | Jawa           | Ret        |      |
| Ret     | Bill Smith        | Matchless      | Ret        |      |
| Ret     | Billie Nelson     | Hannah-Paton   | Ret        |      |
| Ret     | Brian Kemp        | Triumph        | Ret        |      |
| Ret     | Dan Shorey        | Norton         | Ret        |      |
| Ret     | Denis Gallagher   | Matchless      | Ret        |      |
| Ret     | Derek Woodman     | Seeley-Norton  | Ret        |      |
| Ret     | Harry Turner      | Norton         | Ret        |      |
| Ret     | Jim Curry         | Métisse        | Ret        |      |
| Ret     | John Cooper       | Seeley-Norton  | Ret        |      |
| Ret     | Malcolm Uphill    | Manning-Norton | Ret        |      |
| Ret     | Rex Butcher       | Matchless      | Ret        |      |
| Ret     | Rodney Gould      | Norton         | Ret        |      |
| Ret     | Stephen Murray    | Matchless      | Ret        |      |
| Ret     | Vincent Duckett   | Matchless      | Ret        |      |
| Ret     | Bosse Granath     | Seeley         | Ret        |      |
| Ret     | Marty Lunde       | Norton         |            |      |
| Fuente: |                   |                |            |      |

## Resultados 350cc
En 350cc, empezaron la carrera 51 pilotos. Ese fue problemático para hombres como Ginger Molloy, que cayó inmediatamente después del comienzo justo cuando iba por delante. El resto del campo, por lo tanto, tuvo que maniobrar a su alrededor. Giacomo Agostini hizo su pilotaje habitual dejando algunas vueltas que le acompañara Heinz Rosner y Kel Carruthers (Métisse - Aermacchi). Pero en la tercera vuelta, tomó la delantera y comenzó a distanciarse. Rosner se retiró con un imán de encendido defectuoso y František Šťastný tuvo que llevar el Jawa de cuatro cilindros al box para reemplazar sus bujías. Carruthers fue nuevamente segundo.

| Pos. | Piloto            | Equipo            | Tiempo   | Pts. |
| ---- | ----------------- | ----------------- | -------- | ---- |
| 1    | Giacomo Agostini  | MV Agusta         | 1"4"48'8 | 8    |
| 2    | Kel Carruthers    | Métisse-Aermacchi |          | 6    |
| 3    | Brian Steenson    | Aermacchi         |          | 4    |
| 4    | František Šťastný | Jawa              |          | 3    |
| 5    | Derek Woodman     | Métisse-Aermacchi |          | 2    |
| 6    | Billie Nelson     | Norton            |          | 1    |
| 7    | Ray McCullough    | Aermacchi         |          |      |
| 8    | Roger Graham      | Drixton Aermacchi |          |      |
| 9    | Terry Grotefeld   | Padgett Yamaha    |          |      |
| 10   | M. K McGarrity    | Aermacchi         |          |      |
| 11   | Peter Williams    | Arter AJS         |          |      |
| 12   | Tommy Robb        | Bultaco           |          |      |
| Ret  | Jack Findlay      | Aermacchi         | Ret      |      |
| Ret  | Heinz Rosner      | MZ                | Ret      |      |
| Ret  | Ginger Molloy     | Bultaco           | Ret      |      |

## Resultados 250cc
El director de Yamaha estaba particularmente enojado con Phil Read, que había ignorado las órdenes de equipo en Checoslovaquia y Finlandia. Querían hacer todo lo posible para ayudar a Bill Ivy a conseguir el título de 250cc y, por lo tanto, se enviaron a Ulster cámaras de expansión especiales para su cuatro cilindros. Ambos Yamahas tenían tanques extra grandes para completar la carrera sin una parada. Read tomó la delantera, pero fue seguido por Ivy, quien lideró la carrera después de cinco vueltas. Luego, Read pronto se cayó por un motor, que se había calentado demasiado porque el neumático trasero de Ivy había arrojado una piedra que había dañado el radiador de Read. Ivy pudo terminar su carrera con calma, Heinz Rosner quedó en segundo lugar y Rodney Gould en tercero. Ivy ahora tenía 46 puntos, Read 44. Read declaró que el ganador en Monza también sería el campeón mundial.
| Pos. | Piloto            | Equipo         | Tiempo     | Pts. |
| ---- | ----------------- | -------------- | ---------- | ---- |
| 1    | Bill Ivy          | Yamaha         | 1:08"18'8  | 8    |
| 2    | Heinz Rosner      | MZ             | + 2"21'2   | 6    |
| 3    | Rodney Gould      | Bultaco-Yamaha | + 2"49'2   | 4    |
| 4    | Ginger Molloy     | Bultaco        | + 1 Vuelta | 3    |
| 5    | Malcolm Uphill    | Suzuki         | + 1 Vuelta | 2    |
| 6    | Kent Andersson    | Yamaha         | + 1 Vuelta | 1    |
| 7    | Cliff Carr        | Yamaha         | +1 Vuelta  |      |
| 8    | Tommy Robb        | Bultaco        | +1 Vuelta  |      |
| 9    | Brian Steenson    | Yamaha         | +1 Vuelta  |      |
| 10   | František Šťastný | Jawa           | +1 Vuelta  |      |
| 11   | Terry Grotefeld   | Padget Yamaha  | +1 Vuelta  |      |
| 12   | Mick Chattertton  | OSSA           | +1 Vuelta  |      |
| Ret  | Phil Read         | Yamaha         | Ret        |      |
| Ret  | John Cooper       | Yamaha         | Ret        |      |

## Resultados 125cc
En el octavo de litro, Bill Ivy tomó la delantera en la primera ronda, pero pronto fue superado por su compañero Phil Read. En la quinta vuelta, Ivy tomó la delantera nuevamente y cuando Read cometió un error de frenado, tuvo suficiente ventaja para ganar la carrera. en todo momento, Heinz Rosner con MZ mantuvo el tercer lugar.
| Pos. | Piloto              | Equipo        | Tiempo    | Pts. |
| ---- | ------------------- | ------------- | --------- | ---- |
| 1    | Bill Ivy            | Yamaha        | 49"0'6    | 8    |
| 2    | Phil Read           | Yamaha        | +2' 08"   | 6    |
| 3    | Heinz Rosner        | MZ            | +1 Vuelta | 4    |
| 4    | Ginger Molloy       | Bultaco       | +1 Vuelta | 3    |
| 5    | Dieter Braun        | Neckermann-MZ | +1 Vuelta | 2    |
| 6    | Kel Carruthers      | Honda         | +1 Vuelta | 1    |
| 7    | M. K McGarrity      | Honda         | +1 Vuelta |      |
| 8    | Tommy Robb          | Bultaco       | +1 Vuelta |      |
| 9    | Jim Curry           | Honda         | +1 Vuelta |      |
| 10   | George Plenderleith | Honda         | +1 Vuelta |      |
| 11   | Stephen Murray      | Honda         | +1 Vuelta |      |
| 12   | D. Bledington       | Honda         | +1 Vuelta |      |
| Ret  | Dave Simmonds       | Kawasaki      | Ret       |      |